# Супруги Харт
«Супруги Харт» (англ. Hart to Hart) — американский телесериал, который транслировался на канале ABC с 25 августа 1979 года по 22 мая 1984 года. Сериал был создан Сидни Шелдоном и продюсировался Аароном Спеллингом. В центре сюжета находилась богатая семейная пара Лос-Анджелеса, роли которых сыграли Роберт Вагнер и Стефани Пауэрс, которые подрабатывали детективами-любителями.
Сериал транслировался на ABC на протяжении пяти сезонов и пик успеха пришелся на сезон 1981—1982, когда проект попал в Топ 15 самых рейтинговых программ года. После завершения шоу было снято шесть телефильмов-продолжений, которые снимались с 1993 по 1996 год. Проект неоднократно отмечался различными наградами и номинациями, в том числе четырнадцать раз выдвигался на «Золотой глобус», выиграв однажды. Также проект шесть раз номинировался на «Эмми», в том числе дважды в категории за «Лучшую женскую роль в драматическом телесериале» (Стефани Пауэрс), а в 1980 году получил награду «Выбор народа» в номинации «Любимое телешоу»